# ألدو كوسينتينو
ألدو كوسينتينو (بالفرنسية: Aldo Cosentino)‏ (مواليد 19 أكتوبر 1947) هو ملاكم فرنسي، مثّل بلاده في الألعاب الأولمبية الصيفية في دورات 1968 و1972 و1976.

## روابط خارجية
- ألدو كوسينتينو على موقع اللجنة الأولمبية الدولية (الإنجليزية)
- ألدو كوسينتينو على موقع أوليمبيديا (الإنجليزية)